# Karl Eibl
Pour les articles homonymes, voir Eibl.
Karl Franz Eibl (23 juillet 1891 à Steg Oberdonau en Autriche - 21 janvier 1943 à Stalingrad) est un General der Infanterie allemand qui a servi au sein de la Heer dans la Wehrmacht pendant la Seconde Guerre mondiale.
Il a été récipiendaire de la croix de chevalier de la croix de fer avec feuilles de chêne et glaives. La croix de chevalier de la croix de fer et ses grades supérieurs : les feuilles de chêne et glaives sont attribués pour récompenser un acte d'une extrême bravoure sur le champ de bataille ou un commandement militaire avec succès.

## Biographie
Karl Eibl est tué le 21 janvier 1943 à Nowy-Georgijewskija, au nord-ouest de Stalingrad, lorsque certains soldats italiens ont confondu son véhicule de commandement pour une voiture blindée russe et l'ont fait sauter avec des grenades à main.

## Décorations
- Croix du Mérite militaire 3e classe avec décoration de guerre
- Médaille du Mérite militaire
  - en bronze
  - en argent
- Österreichisches Karltruppenkreuz
- Insigne des blessés (1914)
- Ordre de la Couronne de fer 3e classe avec décoration de guerre et glaives
- Médaille des Sudètes
- Médaille du Front de l'Est
- Insigne de combat d'infanterie
- Insigne des blessés
  - en noir
- Croix de fer (1939)
  - 2e classe
  - 1re classe
- Croix de chevalier de la croix de fer avec feuilles de chêne et glaives
  - Croix de chevalier le 15 août 1940
  - 50e feuilles de chêne le 31 décembre 1941
  - 21e glaives le 19 décembre 1942